# Ballygunnertemple
Die Megalithanlage von Ballygunnertemple (irisch Baile Gunnair an Teampaill) liegt an einem leichten Nordhang im Townland Ballygunnertemple, etwa einen Kilometer östlich der Gezeitenmündung des River Suir, südlich der R683 „Dunmore Road“ und 4,0 km südöstlich von Waterford im County Waterford in Irland.
Canon Power übersetzte Ballygunnertemple als „Baile Mhic Gonair an Teampaill“. Das bedeutet „der Ort von Gonar's Sohn's Tempel“, das wäre einer der wenigen irischen Namen, die an die normannische Besetzung erinnern. Power nahm dabei Bezug auf die Gründung von Waterford durch die Wikinger im Jahre 914 n. Chr., eine verbreitete Betrachtung von Antiquaren und Historikern dieser Zeit. 
Die Megalithanlage besteht aus zwei parallelen West-Ost orientierten Steinen und einem verlagerten Deckstein, der sich gegen den Oststein lehnt. Sie bildeten eine Kammer von 1,8 × 1,7 m. Zwei etwa 3,0 m entfernte Steine, bilden eventuell eine zweite Kammer von 1,5 × 0,7 m. Ein halbkreisförmiger Lehmhügel von 0,4 bis 0,7 m Höhe und 10,5 × 8,7 m Durchmesser liegt etwa 4,0 m südöstlich der Struktur. 
1895 äußerte sich Ringrose Atkins (1845–1898)in einem Vortrag zu einer Steinkiste in Ballygunnertemple. Er stellt fest, dass sie in zerstörtem Zustand auf dem Mount Druid an der Straße von Waterford nach Passage West in einer Baumgruppe liegt. Im Jahre 1912 wurde festgestellt, dass zwischen Passage West und Waterford ein Riesengrab oder ein Cromlech in ruinösem Zustand liegt. 
Atkins Definition einer Kistvaen war, dass sie aus zwei Seitensteinen besteht, über denen eine Reihe von schweren Platten liegt. Es gebe auch einen schweren Stein an jedem Ende zur Vervollständigung der Kammer. Der Boden der Kammer liege unter dem Bodenniveau. Mit dieser Definition klassifizierte Atkins auch die Eingangsgräber von Matthewstown und Harristown, die er Kilmacomb oder Kistvaen nennt, wie cornische Steinkisten bezeichnet werden. Er stellt fest, dass Ballygunnartemple wie Harristown (irisch Carrick-a-Dhirra) einen Ring aus Steinen hat. Hinzu kämen die Steinkammern und der Hügel.
Ballygunnartemple kann ein Passage Tomb, ein Entrance Grave oder ein multipler Steinkisten-Cairn sein. Ohne Ausgrabung ist der Typ nicht feststellbar.